# 梁远
梁远（?—?），隋朝将领。
开皇三年（583年）四月初三，吐谷渾攻扰临洮（今甘肃岷县），洮州刺史皮子信出兵拒战，兵败身死。四月十九，以济北郡公梁远为汶州总管，率精兵增援，击退吐谷浑军，斩杀一千余人。吐谷浑军又侵扰廓州（治浇河县，今青海贵德县），被州兵击退。六月十四，梁远在尔汗山大败吐谷浑。